# Antonín Duda (monsignore)
Antonín Duda (31. prosince 1938, Tisek – 30. října 2014, Havlíčkův Brod) byl český římskokatolický kněz, dlouholetý farář farnosti v Rosicích nad Labem a kaplan Jeho Svatosti.
Vystudoval Cyrilometodějskou bohosloveckou fakultu v Litoměřicích, kde také 25. června 1961 přijal kněžské svěcení (s ním svěcení přijal také například Mons. Jiří Skoblík). Poté působil jako kaplan farnosti v Čáslavi a roku 1963 se stal administrátorem farnosti v Sedlci a administrátorem excurrendo farnosti Kaňk, později spravoval excurrendo také farnosti Církvice a Nové Dvory. V roce 1990 byl přeložen na farnost v Havlíčkové Brodu a navíc byl jmenován okrskovým vikářem havlíčkobrodského vikariátu a také správcem polenského vikariátu. V Havlíčkově Brodu také významně podpořil vznik farní charity. Od roku 1994 až do své smrti působil jako farář v Rosicích nad Labem, kromě toho byl administrátorem excurrendo farnosti Lány na Důlku od roku 1995 až do jejího zániku v roce 2007 a v letech 1995 až 2009 okrskovým vikářem pardubického vikariátu. Dne 20. dubna 2001 jej papež Jan Pavel II. jmenoval kaplanem Jeho Svatosti. Zemřel náhle 30. října 2014 v nočních hodinách v Havlíčkově Brodě, pohřben byl v Pravoníně.